# Trdnjava Hvasong
Trdnjava Hvasong ali Suvon Hvasong (korejsko 수원 화성) je korejska trdnjava, ki obdaja središče mesta Suvon, glavnega mesta province Gjongi v Južni Koreji. Gradil jo je med letoma 1794 in 1796 kralj Džongdžo iz dinastije Čoson, da bi v njej hranil in počastil posmrtne ostanke svojega očeta, princa Sada. Sada je njegov oče, kralj Jongdžo, usmrtil tako, da ga je živega zaklenil v riževo skrinjo, potem ko ni ubogal ukaza o samomoru. Trdnjava, ki stoji 30 kilometrov južno od Seula in obdaja velik del osrednjega dela mesta Suvon, vključuje pa tudi kraljevo palačo Haengung. Trdnjavo in zaprto palačo je UNESCO leta 1997 uvrstil na seznam svetovne dediščine. Med drugim obsega palačo, obodno obzidje, štiri glavna vrata in dve zapornici čez Suvončeon, glavni potok Suvona, ki teče skozi središče trdnjave.

## Ozadje
Kralj Džongdžo je očitno zgradil trdnjavo Hvasong, da bi se pripravil na selitev prestolnice iz Seula v Suvon. Suvon naj bi bil strateško lociran, da bi povezal Seul z Zahodnim morjem (Rumeno morje) in Kitajsko. Kralj je želel pustiti frakcijske spore na dvoru, da bi izvedel reforme, in verjel je, da ima Suvon potencial, da zraste v novo in uspešno prestolnico. Da bi spodbudil rast, je ljudem ukazal, naj se z znatnimi stroški preselijo v Suvon, in jih za deset let oprostil davkov. Kralj Džongdžo je odredil tudi javna dela, kot je gradnja izobraževalnih ustanov, da bi mesto bolje delovalo kot prestolnica.
Trdnjava Hvasong je bila obnovljena na podlagi načrta Hvasong Songjok Uigve izpred 200 let. To je bil načrt, ki prikazuje videz trdnjave Hvasong, orodja, uporabljena za njeno gradnjo, in lokacijo trdnjave.
Ker je bila trdnjava obnovljena na podlagi popolnoma ohranjenih načrtov, je bila izjemno uspešna pri vpisu na seznam svetovne kulturne dediščine, kljub temu da je bila moderno obnovljena stavba.

## Gradnja
Trdnjava Hvasong je bila zgrajena v obdobju dveh let in pol, od 1794 do 1796, po načrtih arhitekta Džong Jakjonga, ki je kasneje postal priznani vodja gibanja Silhak. Silhak, kar pomeni praktično učenje, je spodbujal uporabo znanosti in industrije, Džong pa je v svoje načrte vključil načrte trdnjav iz Koreje in Kitajske skupaj s sodobno znanostjo. Uporaba opeke kot gradbenega materiala za trdnjavo in uporaba učinkovitih škripcev in žerjavov sta bili prav tako posledica vpliva Silhaka.
Gradnja trdnjave je bila tudi odgovor na propad korejske fronte med vojno Imdžin. Takrat je bil prevladujoči model gradnje trdnjav v Koreji preprost zid za mesto ali kraj in ločena gorska trdnjava, v katero so se ljudje lahko evakuirali v času vojne. Vendar pa je bila ta trdnjava zgrajena tako, da je vključevala elemente zidu, obrambne trdnjave in mestnega središča, pri čemer so bila štiri glavna vrata uporabljena kot vrata za mesto. Ploščadi za izstrelitev puščic, zgrajene vzdolž obzidja z nazobčanimi parapeti in obzidjem, so bile obrambni elementi trdnjave, medtem ko je obzidje vključevalo tudi skrivna vrata za ofenzivne akcije.
Za gradnjo trdnjave je bilo potrebnih 700.000 delovnih ur, državno blagajno pa je stala 870.000 njangov, takratne valute, in 1500 vreč riža za plačilo delavcev. V preteklosti so vladna dela opravljali prisilni delavci, v tem primeru pa je delavce plačevala vlada, kar je še en znak vpliva Silhakov.

## Zapisi o gradnji trdnjave Hvasong
Leta 1801, kmalu po smrti kralja Džongdža, je bila objavljena bela knjiga Hvasong songjok uigve (Zapisi o gradnji trdnjave Hvasong). Ima deset zvezkov in se je izkazala za neprecenljivo za obnovo leta 1970, potem ko je bila trdnjava med korejsko vojno močno poškodovana. Zvezki so bili razdeljeni po temah, prvi pa je zajemal načrte za gradnjo, vključno z načrti in seznamom nadzornikov. Naslednjih šest zvezkov podrobno opisuje dejansko izvedbo gradnje, kot so kraljevi ukazi in zapisi o plačah delavcev. Zadnji trije zvezki so dodatki in podrobno opisujejo gradnjo sosednje palače Hengung. Delovna sila je bila dodeljena po specialnosti, delavci so bili razdeljeni po poklicih in razvrščeni v delovodje, kamnoseke, delavce itd. Zapisi podrobno opisujejo tudi količine različnih uporabljenih materialov.
Skrajšani francoski prevod je leta 1898 objavil Henry Chevalier, ki je bil francoski konzul v Koreji, celoten nemški prevod s komentarjem pa je na voljo v disertaciji Doo Won Choja z Univerze v Bambergu.
- Risbe Hvasonga, objavljene leta 1801
- Južna skrivna vrata
- Severovzhodni paviljon in ribnik
- Južni opazovalni stolp
- Južna protipoplavna vrata
- Svetilnik

## Pregled struktur

### Obzidje
Obzidje je dolgo 5,74 kilometra in se giblje med 4 in 6 metri v višino, prvotno pa je obdajalo 1,3 kvadratnega kilometra zemlje. Na ravnem terenu je bilo obzidje običajno zgrajeno višje kot obzidje na obeh hribih, čez katera poteka, saj so bili višji zidovi na vrhovih hribov manj potrebni. Parapeti so, tako kot večina trdnjave, narejeni iz kamna in opeke ter so bili visoki 1,2 metra. Vsi deli so dobro vzdrževani in celoten krog je enostavno prehoditi.

### Štiri glavna vrata
Trdnjava iz leta 1795 je imela štiri vrata: DŽanganmun (severna vrata), Hvasomun (zahod), Paldalmun (jug) in Čangnjongmun (vzhod). Džanganmun in Paldalmun so največja od štirih glavnih vrat in po zasnovi strehe, kamnu in lesu spominjata na seulski Namdaemun. Džanganmun so resnično največja vrata v Koreji. Severna in južna vrata imajo dvonadstropna lesena paviljona, medtem ko imata vrata Hvasomun in Čangjongmun, zahodna in vzhodna vrata, le eno nadstropje. Štiri glavna vrata obkrožajo miniaturne trdnjave, ki so jih varovali stražarji. Medtem je bil Čangjongmun med korejsko vojno močno uničen in je bil obnovljen leta 1978.

### Sodobni vhodi
Dandanes notranji zid mesta Suvon zahteva velike vhode za sodobne ceste, ki jih potrebujejo obiskovalci in prebivalci. Te velike ceste so bile zgrajene v času, ko je bil zid porušen, in rekonstrukcija leta 1975 ni imela druge izbire, kot da jih ohrani. Za tri od njih je bilo obzidje obnovljeno kot most med dvema sosednjima objektoma:
- Severni vhod z mostom med severnimi vrati Džanganmun in vzhodno stražno ploščadjo vrat.
- Vzhodni vhod z mostom med severovzhodno ploščadjo samostrelov in severovzhodnim opazovalnim stolpom.

?Zahodni vhod z mostom med zahodnimi vrati in severozahodnim paviljonom. Poleg tega sta bila ohranjena dva majhna podhoda, povezana z goro Paldal. Sta v bližini zahodnega stolpa 1 in južnega stolpa.
Kar zadeva južni vhod, tj. največji, je bila uporabljena bolj radikalna rešitev. Štiri neobstoječe strukture (stražarske ploščadi jugozahodnih in jugovzhodnih vrat, južna skrivna vrata in južni opazovalni stolp) sploh niso bile obnovljene in zdaj južna vrata, Paldalmun, ostajajo izolirana od vsega, kot otok v poplavi prometa.

### Druge strukture
Med vsemi strukturami vzdolž obzidja so najbolj presenetljive
- zapornice
- preostala dva opazovalna stolpa, oba trinadstropna in z značilnimi lesenimi paviljoni na vrhu ter strelnimi odprtinami za topove in opazovalnice
- svetilni stolp. Ima pet dimnikov za oddajanje različnih signalov z dimom ali ognjem. Ko je bil eden prižgan, je signaliziral mir, dva sta pomenila, da je bil sovražnik opažen, trije so opozarjali, da se sovražnik približuje, štirje so pomenili, da je sovražnik prišel v mesto, pet prižganih signalov pa je opozarjalo, da so se začeli boji.

### Poru 砲樓 proti Poru 鋪樓
Iz neznanega razloga sta bila originalna kitajska izraza 砲樓 (pào lóu, 'utrjen stolp, blokada') in 鋪樓 (pù lóu, 'ploščad') abecedno razvrščena po istem hangulskem jeziku 포루, kar je povzročilo več poimenovanj. V skladu z avtoritativnim Hvasong Songjok Uigve (1801) je primerno ohraniti različna imena za različne vrste utrdb. To vodi k abecedi 砲樓 kot 'Topovski stolp' in 鋪樓 kot 'Stražarnica'. Naslednja galerija prikazuje, kako različne so te strukture po svoji zasnovi in uporabnosti.
- severozahod: 
 Bukseo-Topovski stolp 
 北西砲樓
- severovzhod: 
 Dongbuk-Stražarnica 
 東北鋪樓

## Značilnosti obzidja
Ob obzidju je bilo 48 struktur, vključno s tistimi, ki ne obstajajo več, ki jih je mogoče razvrstiti po njihovi relativni uporabnosti:
- Glavna vrata (4): jug, vzhod, sever, zahod
- Zapornice (2): jug, sever
- Svetilnik (1): Svetilniški stolp
- Odcep (1): Jugozahodni odcep (용도)
- Poveljniška mesta (2): vzhod, zahod
- Paviljoni (4): jugovzhod, severovzhod, severozahod, jugozahod
- Stražarske ploščadi (4): jugovzhod, severovzhod, severozahod, jugozahod
- Skrivna vrata (5): jug, vzhod, sever, zahod, jugozahod
- Opazovalni stolpi (3): jug, severovzhod, severozahod
- Stražarniška mesta (5): vzhod št. 2, vzhod št. 1, severovzhod, sever, Zahod
- Topovski stolpi (5): vzhod, severovzhod, severozahod, zahod, jug
- Samostrelne ploščadi (2): severovzhod, zahod
- Stolpi (10): vzhod št. 3, vzhod št. 2, vzhod št. 1, severovzhod, zahod št. 1, zahod št. 2, zahod št. 3, jugozahod št. 1, jugozahod št. 2, jugozahod št. 2, jug

Štiri prvotne strukture niso bile rekonstruirane; to so bile stražarnica jugovzhodnih vrat, južna skrivna vrata, južni opazovalni stolp in južna zapornica. Vse štiri strukture so bile neposredno v bližini južnih vrat, prisotnost sodobnih cest, potrebnih za obiskovalce in prebivalce na tem območju, pa je ovirala njihovo rekonstrukcijo.

## Hvarjongdžon (화령전)
37°17′00″N 127°00′45″E / 37.28333°N 127.01250°E

Zraven Haengunga, zgrajenega leta 1801, stoji Hvarjongdžon, svetišče, v katerem so portreti kralja Džongdža. Džongdževa neizpolnjena želja je bila zgraditi ta majhen kompleks, zato je bil zgrajen v prvem letu vladavine kralja Sundža v njegovo čast. Mesto je bilo posvečeno kralju Džongdžu; vendar za razliko od drugih takšnih svetišč, v katerih so shranjene tablice prednikov za verske obrede, Hvarjongdžon hrani portret kralja (restavriran leta 2005), kar je bil bolj običajen protokol za počastitev živega monarha.
Vrata v Hvarjongdžonu so naslednja: Oesammun (외삼문); Naesammun (내삼문); Dongčeukhjobmun (동측협문); Bukčeukhjobmun (북측협문); Namčeukhjobmun (남측협문). Stavbe se medtem imenujejo Punghvadang (풍화당), Iančeong (이안청), Bokdogak (복도각), Unhangak (운한각) in Džonsačong (전사청), medtem ko je tudi vodnjak z imenom DžeDžong (제정).
- Jugovzhodni vogal Unhangaka
- Južna stran Džonsačonga
- Unhangak ponoči